# Википедија на окситанском језику
Википедија на окситанском језику је верзија Википедије на окситанском језику, слободне енциклопедије, која данас има 90.882 чланака и заузима на листи Википедија 68. место.